# Medaille Jan Žižka von Trocnov
Die Medaille Jan Žižka von Trocnov, benannt nach dem bedeutendsten Heerführer der Hussiten Jan Žižka von Trocnov (um 1360–1424), wurde per Dekret Nr. 21 vom 22. Oktober 1918 durch den Tschechoslowakischen Nationalrat gestiftet und war zur Verleihung an Militärpersonen vorgesehen, die sich durch hervorragende und tapfere Taten während des Ersten Weltkriegs ausgezeichnet hatten. Soldaten der alliierten Truppen sowie Nichtkombattanten konnten ebenso beliehen werden, solange die Verleihungskriterien erfüllt wurden.

## Klassen
Die Medaille besteht aus drei Klassen und diese wurden durch kleine Sterne auf dem Band kenntlich gemacht.
- I. Klasse mit zwei Sternen
- II. Klasse mit einem Stern
- III. Klasse

## Aussehen
Die runde aus Kupfer gefertigte Medaille zeigt das nach rechts gewendete Porträt von Jan Žižka mit Pelzmütze. Das rechte Auge ist von einer Klappe verdeckt. Auf der Rückseite sind ein Linden- (rechts) und ein Lorbeerzweig (links) zu sehen, über denen die zweizeilige Inschrift ZA SVOBODU (Für die Freiheit) zu lesen ist. Umlaufend ČESKOSLOVENSKÉ VOJSKO (Tschechoslowakisches Heer) sowie im unteren Halbrund eine freie Stelle, an der die Verleihungsnummer eingestanzt wurde.

## Trageweise
Die Medaille wurde an einem roten Band mit schwarzen Seitenstreifen auf der linken Brust getragen. Nichtkombattanten, die ausschließlich mit der III. Klasse ausgezeichnet wurden, erhielten die Medaille an einem roten Band mit einem weißen Seitenstreifen.